# Sgùrr nan Ceathramhnan
Sgùrr nan Ceathramhnan är ett berg i Storbritannien.   Det ligger i kommunen Highland och riksdelen Skottland, i den nordvästra delen av landet, 700 km nordväst om huvudstaden London. Toppen på Sgùrr nan Ceathramhnan är 1 151 meter över havet.
Terrängen runt Sgùrr nan Ceathramhnan är huvudsakligen kuperad, men åt sydväst är den bergig.Runt Sgùrr nan Ceathramhnan är det mycket glesbefolkat, med 3 invånare per kvadratkilometer. Närmaste större samhälle är Dornie, 17,6 km väster om Sgùrr nan Ceathramhnan. Trakten runt Sgùrr nan Ceathramhnan består i huvudsak av gräsmarker.